# Camellia septempetala
Camellia septempetala là một loài thực vật có hoa trong họ Theaceae. Loài này được H.T.Chang & L.L.Qi mô tả khoa học đầu tiên năm 1990.